# Controversia sobre la legitimidad de la expansión de la OTAN hacia el este en Rusia
La controversia sobre la legitimidad de la expansión de la OTAN hacia el este en Rusia se refiere a las consecuencias de las revoluciones de 1989, cuando la caída de los estados comunistas aliados de la Unión Soviética ante partidos de oposición puso en cuestión las esferas de influencia europeas. Las autoridades rusas afirman que hubo un acuerdo verbal sobre la no expansión de la OTAN hacia Europa del Este y que la alianza lo violó con su expansión, mientras que los líderes de la alianza sostienen que no se hizo tal promesa y que tal decisión solo podría haberse tomado por escrito. El presidente soviético Mijaíl Gorbachov, quien participó en las negociaciones de 1990, posteriormente se pronunció de manera inconsistente sobre la existencia de una "garantía de no expansión de la OTAN hacia el este", confirmando su existencia en algunas entrevistas y negándola en otras. Entre los investigadores académicos, las opiniones sobre la existencia o ausencia de un acuerdo de no extensión también difieren.

OTAN ha añadido 16 nuevos Estados miembros desde la disolución de la Unión Soviética

Una discusión activa relacionada con este tema se desarrolló en Rusia y en el mundo en el contexto de las propuestas rusas sobre seguridad internacional a finales de 2021 y la agravación de la situación en torno a la invasión rusa de Ucrania de 2022. La posición de Rusia en tales circunstancias es que la cuestión de la existencia de un acuerdo sobre la no expansión de la OTAN hacia el este debe considerarse en el contexto de las relaciones entre Rusia y la OTAN y entre Rusia y Estados Unidos, ya que determina la posibilidad potencial de que Ucrania ingrese en la OTAN, lo cual es considerado una amenaza para Rusia. La dirección de la OTAN señala que nunca se tomó la decisión de limitar la expansión de la OTAN, y que su adopción implicaría un cambio en los documentos fundamentales de la alianza, y que el apoyo de la OTAN a Ucrania no puede representar una amenaza para Rusia.
Los últimos países fronterizos con Rusia en unirse a la OTAN antes del comienzo de la guerra ruso-ucraniana en febrero de 2014 fueron los tres Estados bálticos exsoviéticos, que se unieron el 29 de marzo de 2004. Tras la guerra se unen Suecia y Finlandia.

## Contexto histórico
La propuesta de no expandir la OTAN hacia el este, que fue una de las formas en que los países occidentales tomaron la iniciativa en el tema de la Reunificación alemana y redujeron la posibilidad de la influencia de la Unión Soviética en este proceso, se basó en el discurso del ministro de Asuntos Exteriores alemán Hans-Dietrich Genscher en Tutzing, el 31 de enero de 1990, en el cual, entre otras cosas, instó a la OTAN a declarar inequívocamente: "sin importar lo que suceda en los países del Pacto de Varsovia, no habrá expansión del territorio de la OTAN hacia el este, es decir, más cerca de las fronteras de la Unión Soviética". El discurso de Genscher fue preparado por él sin coordinación con el canciller alemán Helmut Kohl, con quien competía políticamente en vísperas de las próximas elecciones parlamentarias y de quien buscaba "arrebatar los laureles del unificador de Alemania", al mismo tiempo, sus propuestas despertaron interés entre los líderes de los países occidentales, que comenzaron a considerar la posibilidad de obtener el consentimiento de la URSS para la unificación de Alemania a cambio de limitar la expansión de la OTAN. El ministro expuso su plan al secretario de Estado de EE. UU., James Baker, el 2 de febrero, y al ministro de Asuntos Exteriores británico, Douglas Hurd, el 6 de febrero. Genscher explicó que la restricción propuesta sería aplicable tanto a la República Democrática Alemana (RDA o Alemania Oriental) como a los países de Europa del Este. Diez días después de su discurso en Tutzing, Genscher repitió sus palabras en una entrevista con el ministro de Asuntos Exteriores soviético, Eduard Shevardnadze: "Para nosotros está claro que la membresía en la OTAN crea problemas difíciles. Sin embargo, una cosa está clara para nosotros: la OTAN no se expandirá hacia el este". Dos días después, Genscher repitió la declaración en una conferencia de prensa con Baker en Washington: "Como dije, la OTAN no tiene intenciones de expandirse hacia el este".
La posición de Estados Unidos y Alemania Occidental se convirtió en la base para las negociaciones con la URSS del 7 al 10 de febrero de 1990, las cuales fueron clave en la disputa años después sobre la existencia de un acuerdo. Durante estas negociaciones, representantes de Estados Unidos y Alemania Occidental vincularon repetidamente la unificación de Alemania con la limitación de la expansión de la OTAN. El 9 de febrero de 1990, en una reunión con Shevardnadze, James Baker dijo que, suponiendo que Alemania se reunificara, Estados Unidos favorecía que la Alemania unida permaneciera "firmemente anclada" en la OTAN, con "garantías férreas de que la jurisdicción o las fuerzas de la OTAN no se moverían hacia el este". Más tarde ese día, en una reunión con el presidente soviético Mijaíl Gorbachov, reconoció que "no solo para la Unión Soviética, sino también para otros países europeos, es importante tener garantías de que si Estados Unidos mantiene su presencia en Alemania dentro del marco de la OTAN, ni una pulgada de la actual jurisdicción militar de la OTAN se extenderá en dirección este", y preguntó a Gorbachov si preferiría una Alemania unida "fuera de la OTAN, independiente y sin fuerzas estadounidenses o [...] una Alemania unida con vínculos a la OTAN y garantías de que no habría extensión de la actual jurisdicción de la OTAN hacia el este". Cuando Gorbachov respondió que "una ampliación de la zona de la OTAN no es aceptable", Baker estuvo de acuerdo. En respuesta, el líder soviético le dijo a Baker que lo que había dicho era "muy realista" y sugirió que lo "pensaran". Baker, en una conferencia de prensa en Moscú ese mismo día, hizo pública la conversación resultante, diciendo que Estados Unidos proponía, para mitigar las preocupaciones de aquellos al este de Alemania, prevenir la expansión de las fuerzas de la OTAN en dirección este y declaró que la unificación de Alemania, según la posición de Estados Unidos, es difícilmente posible sin "algún tipo de garantías de seguridad" con respecto al avance de las fuerzas de la OTAN o su operación hacia el este. En su comunicado de prensa del 13 de febrero enviado a las embajadas, el Departamento de Estado de EE. UU. dijo que "el Secretario [de Estado] dejó claro que EE. UU. había apoyado una Alemania unificada dentro de la OTAN, pero que estábamos preparados para asegurar que la presencia militar de la OTAN no se extendiera más hacia el este".
Las garantías de Baker fueron respaldadas por varios otros funcionarios. El 9 de febrero de 1990, una garantía similar (una Alemania unida "vinculada a la OTAN" pero con la condición de que "las tropas de la OTAN no irán más al este de donde están ubicadas") fue ofrecida por Robert Gates, Asesor Adjunto de Seguridad Nacional del Presidente de los Estados Unidos, en su conversación con el jefe de la KGB de la URSS, Vladímir Kryuchkov, quien la describió como "una oferta impresionante". Esto permitió argumentar que el respaldo a dicha garantía fue más amplio de lo que se ha afirmado en varias publicaciones, y entra en conflicto con declaraciones posteriores sobre la naturaleza "especulativa" de las afirmaciones.
El 10 de febrero de 1990, se llevaron a cabo negociaciones entre los representantes soviéticos y de Alemania Occidental, en las que el canciller alemán Helmut Kohl y el ministro de Asuntos Exteriores alemán Hans-Dietrich Genscher aseguraron la no expansión de la OTAN, afirmando a Eduard Shevardnadze que "la membresía de una Alemania unificada en la OTAN plantea una serie de problemas difíciles. Sin embargo, para nosotros, una cosa es absolutamente clara: la OTAN no se extenderá hacia el este. Y, dado que la ausencia de expansión de la OTAN está determinada, esto es válido en términos generales".
Como resultado de las negociaciones con Kohl, el liderazgo soviético dio luz verde a la creación de una unión monetaria entre la República Democrática Alemana (RDA) y la República Federal de Alemania (RFA), lo que se convirtió en el primer paso hacia la reunificación de Alemania.
El 13 de febrero de 1990, en una conferencia en Ottawa, el liderazgo soviético aceptó la propuesta de Alemania Occidental para negociar en el formato "2+4" con el objetivo de resolver las cuestiones de seguridad en relación con la reunificación de Alemania. Según el diario del asistente de Shevardnadze, el periodista Teymuraz Mamaladze, el día anterior, Baker aseguró a Shevardnadze que "si una Alemania unificada permanece en la OTAN, será necesario garantizar que su jurisdicción no se expanda hacia el este".
Mientras Baker y Gates discutían la "promesa de no expansión" con el liderazgo soviético, su contenido también fue criticado por el liderazgo estadounidense, ya que podría interpretarse como dejar a Alemania Oriental fuera de las garantías de seguridad de la OTAN. El 9 de febrero, el presidente de EE. UU., George H. W. Bush, envió una carta a Helmut Kohl para aclarar la posición estadounidense, en la que se establecía que la permanencia de una Alemania unificada en la OTAN asumiría el "estatus militar especial" del territorio de la ex-RDA.
Sin embargo, en un esfuerzo por obtener el consentimiento de la URSS para la reunificación de Alemania, Bush aseguró al liderazgo soviético sobre la no expansión de la OTAN. En la cumbre de Camp David, los líderes de Estados Unidos y Alemania acordaron que la ex-RDA tendría un "estatus militar especial", lo que significaba que toda Alemania sería considerada miembro de la OTAN y estaría bajo sus garantías de seguridad colectiva, pero sin estructuras militares de la OTAN en el territorio de la ex-RDA.
En este sentido, existe la opinión de que en febrero de 1990 hubo un cambio significativo de posición que "invalidó" las garantías iniciales y cerró la posibilidad de que el liderazgo soviético las formalizara. Por otro lado, se argumenta que las negociaciones fueron estructuradas de tal manera que el liderazgo de la URSS consideró que las garantías iniciales seguían vigentes, en particular, las declaraciones de la diplomacia estadounidense sobre la "no separación" de Europa del Este de la URSS podrían haber sido interpretadas de esta manera, lo que llevó a la crítica de que se cambiaran unilateralmente las posiciones para anular compromisos previos.
Al mismo tiempo, en la reunión del 31 de mayo de 1990, Gorbachov respaldó directamente la redacción de una declaración conjunta con Bush: "Estados Unidos apoya inequívocamente la membresía de una Alemania unificada en la OTAN; sin embargo, si Alemania toma una decisión diferente, no la impugnaremos, la respetaremos".
Entre la nominación del "estatus especial" y la firma del acuerdo de resolución (primavera-otoño de 1990), los líderes occidentales alentaron activamente a la URSS. Se calculaba, supuestamente, que la Unión Soviética aprobaría la reunificación de Alemania y su ingreso en la OTAN si se "endulzaba lo suficiente" la cuestión de la seguridad colectiva, en particular, proporcionándole "garantías adecuadas" que tomaran en cuenta las necesidades de seguridad soviéticas. Se declaró, en particular, que las propuestas estadounidenses para la reunificación de Alemania, la "transformación" de la OTAN (desplazando el énfasis de la organización de un rol militar a uno político) y el fortalecimiento del papel de la CSCE "no generarían ganadores ni perdedores", sino que "crearían una nueva estructura europea inclusiva". Además, se afirmó que la política de Estados Unidos no tenía como objetivo obtener "ventajas unilaterales" ni separar a Europa del Este de la Unión Soviética, y que Estados Unidos buscaba la integración de la URSS en la "nueva Europa".
Tendencias similares se reflejaron en la "Declaración de Londres sobre la Alianza Transformada", adoptada en julio de 1990. Las declaraciones de Estados Unidos y la OTAN encontraron cierta respuesta en el liderazgo soviético, que a mediados de julio de 1990 aprobó la reunificación de Alemania sobre la base del "estatus militar especial" de la antigua RDA. Estas disposiciones se convirtieron en la base del Tratado sobre el acuerdo final con respecto a Alemania.

## Fuerza y estatus de las garantías
La cuestión principal en el contexto de las supuestas garantías de no expansión de la OTAN hacia el este es si las seguridades de febrero de 1990 constituyen una forma de compromiso. Los opositores a la existencia de tal acuerdo consideran que las declaraciones de 1990 fueron una maniobra diplomática de Occidente para "sondear" la posición del liderazgo soviético y "ayudarle a superar el obstáculo" hacia la unificación de Alemania, y no como un acuerdo vinculante. En este sentido, se enfatiza que la Unión Soviética "no pudo" recibir garantías escritas sobre la no expansión de la OTAN; se argumenta que los Estados Unidos y Alemania solo "insinuaron brevemente" que tal acuerdo "podría negociarse", que "si no hay promesas legales sobre la futura membresía y tamaño de la OTAN, entonces no hay nada que pueda considerarse como "violado"", y se pone el énfasis principal en el Acuerdo de Solución Final con respecto a Alemania, cuyas disposiciones no contienen reglas referentes a territorios fuera de Alemania.
Los defensores de la existencia de un acuerdo, a su vez, escriben que los acuerdos informales son importantes en la política mundial. Así, Joshua Shifrinson señala que los analistas han entendido durante mucho tiempo que los estados no necesitan acuerdos formales al determinar expectativas de futuras acciones políticas, y también se refiere a las declaraciones del Secretario de Estado de EE. UU., John Kerry, quien reconoció que incluso los acuerdos "legalmente no vinculantes" constituyen una herramienta necesaria de la política internacional y a la práctica de la Guerra Fría, cuando los acuerdos informales entre la URSS y EE. UU. definieron los contornos del sistema de seguridad europeo (décadas de 1950 y 1960), y durante la Crisis de los Misiles en Cuba de 1962, desempeñaron un papel significativo en la prevención de una guerra nuclear entre la URSS y los Estados Unidos. El propio Mijaíl Gorbachov, en una entrevista con Rossiyskaya Gazeta y sus anexos extranjeros, afirmando que "la cuestión de la "expansión de la OTAN" no se discutió en absoluto en esos años y no surgió" (véase también más abajo), al mismo tiempo calificó la expansión de la OTAN hacia el este como "una violación del espíritu de aquellas declaraciones y garantías que se nos dieron en 1990".
Declaraciones relativas a la no proliferación de la OTAN hacia el este también fueron hechas al presidente ruso Borís Yeltsin. Así, el 22 de octubre de 1993, el nuevo Secretario de Estado de EE. UU., Warren Christopher, le habló al presidente sobre el programa Asociación para la Paz de la OTAN, diseñado para la cooperación militar con estados no pertenecientes a la alianza. Yeltsin, basándose en las palabras de Christopher, consideró que la OTAN había abandonado los planes de expansión hacia el este y decidió incluir a todos los países de Europa del Este y la CEI en el programa, en lugar de incluir solo a algunos de ellos. Christopher afirmó posteriormente que Yeltsin lo había malinterpretado y que la asociación no excluía en absoluto una futura adhesión, sin embargo, algunos expertos estadounidenses, basándose en la transcripción de la reunión, creen que el Secretario de Estado engañó deliberadamente a Yeltsin al mencionar la posible membresía solo brevemente y al final de la conversación.

## Garante de los acuerdos
En relación con la cuestión de la existencia de un acuerdo, también se plantea el problema de la entidad que tenía el derecho de otorgar garantías en nombre de la OTAN. La propia dirección de la alianza enfatiza en sus declaraciones que tal decisión solo podría tomarse por consenso de todos los países miembros del bloque (es decir, no en forma de una "garantía única" de alguien). Mary Elise Sarotte escribe que el liderazgo soviético "puede ser perdonado" por basarse en las "posiciones líderes" de Estados Unidos y Alemania en la alianza y que su carácter está confirmado por una serie de evidencias documentales. Por lo tanto, Gorbachov tenía "bases razonables" para creer que si un representante confiable de Estados Unidos hace declaraciones sobre el futuro de la OTAN, repetidas poco después por el jefe del estado de Alemania Occidental, entonces estas declaraciones tienen peso. Al señalar que las decisiones de Estados Unidos, la URSS y Alemania Occidental sobre el futuro de la alianza requerirían el consentimiento de la propia alianza, ella escribe al mismo tiempo que "en el clima político de 1990, sería posible proporcionarlo". Shifrinson también escribe que, teniendo en cuenta "el dominio de Estados Unidos en la OTAN y su influencia hipertrofiada en la unificación de Alemania", comprender la línea política estadounidense de esa época es clave en la cuestión de la existencia de acuerdos sobre la no expansión de la OTAN.

## Alcance de las garantías
Otra cuestión controvertida es el alcance de las supuestas garantías: si las seguridades dadas en febrero de 1990 se referían solo a la República Democrática Alemana (RDA) o también a Europa del Este. Los partidarios del acuerdo afirman, refiriéndose a las explicaciones de las ideas de Genscher sobre la no expansión dadas a diplomáticos occidentales, así como al "sentido habitual" del concepto de dirección oriental, que las garantías de no expansión se referían a Europa del Este. Mientras tanto, sus opositores consideran la cuestión de la "dirección oriental" exclusivamente en el marco de lo que se dijo directamente en las negociaciones soviético-occidentales, que, según ellos, solo concernían a la RDA y no afectaban el destino de los países de Europa del Este.
Mijaíl Gorbachov y Eduard Shevardnadze también afirmaron que la cuestión de la expansión de la OTAN hacia Europa del Este "no se discutió en absoluto en esos años y no surgió", ya que el Pacto de Varsovia aún existía.
Como señala el politólogo belga Tom Sauer, el argumento de que la expansión de la OTAN a otros países no fue considerada en ese momento no resiste la crítica: Hungría ya había planteado la cuestión de la expansión en febrero de 1990, y unas semanas más tarde el asunto fue considerado por el Departamento de Estado de EE. UU. El propio Genscher, el 6 de febrero de 1990, indicó explícitamente a Douglas Hurd: "Cuando hablé sobre la falta de voluntad para expandir la OTAN, esto también se aplicaba a otros países además de la RDA".
Una cuestión similar se plantea en relación con la declaración del Secretario General de la OTAN, Manfred Wörner, el 17 de mayo de 1990, cuando afirmó que "el mero hecho de que estemos dispuestos a no desplegar tropas de la OTAN fuera del territorio de Alemania proporciona a la Unión Soviética firmes garantías de seguridad". Las autoridades rusas han citado esto como una garantía de no expansión de la OTAN más allá de Alemania, mientras que los opositores a esta interpretación argumentan que la declaración se hizo en el contexto de la discusión sobre el despliegue de tropas en el territorio de la RDA y no sobre países fuera de ella.
Según representantes de la OTAN y EE. UU., la cuestión de restringir la adhesión de los países de Europa del Este a la OTAN no podía plantearse en principio, ya que tal restricción contradiría el "derecho a determinar libremente su propia seguridad" (reconocido en el Acta Final de Helsinki de 1975, así como el Tratado sobre el acuerdo final con respecto a Alemania, y confirmado por una serie de actos posteriores firmados, entre otros, por representantes de la URSS y Rusia, en particular la Carta de París para una Nueva Europa de 1990, la Declaración de la Cumbre de la OSCE en Budapest de 1994 y otros documentos).
Según declaraciones de representantes de EE. UU. en 1996, el derecho de la URSS a discutir y establecer "parámetros de seguridad" en relación con la reunificación de Alemania, "limitando esencialmente su soberanía", derivaba de los derechos supremos de las cuatro potencias vencedoras (URSS, EE. UU., Reino Unido y Francia) establecidos tras la Segunda Guerra Mundial en relación con Alemania y "no sentó un precedente para la supervisión rusa de otros estados de Europa Central y Oriental".